# Cristina Ioriatti
Cristina Ioriatti (Trento, 19 de enero de 1973) es una deportista italiana que compitió en tiro con arco, en la modalidad de arco recurvo.
Ganó una medalla de oro en el Campeonato Mundial de Tiro con Arco al Aire Libre de 1999, una medalla de bronce en el Campeonato Mundial de Tiro con Arco en Sala de 1995 y dos medallas en el Campeonato Europeo de Tiro con Arco al Aire Libre, en los años 1998 y 2000.
Participó en los Juegos Olímpicos de Sídney 2000, ocupando el séptimo lugar en la prueba de equipo.

## Palmarés internacional
| Campeonato Mundial al Aire Libre | Campeonato Mundial al Aire Libre | Campeonato Mundial al Aire Libre | Campeonato Mundial al Aire Libre |
| Año                              | Lugar                            | Medalla                          | Prueba                           |
| -------------------------------- | -------------------------------- | -------------------------------- | -------------------------------- |
| 1999                             | Riom (Francia)                   | Medalla de oro                   | Equipo                           |
| Campeonato Mundial en Sala       |                                  |                                  |                                  |
| Año                              | Lugar                            | Medalla                          | Prueba                           |
| 1995                             | Birmingham (Reino Unido)         | Medalla de bronce                | Equipo                           |
| Campeonato Europeo al Aire Libre |                                  |                                  |                                  |
| Año                              | Lugar                            | Medalla                          | Prueba                           |
| 1998                             | Boé/Agen (Francia)               | Medalla de plata                 | Equipo                           |
| 2000                             | Antalya (Turquía)                | Medalla de bronce                | Equipo                           |